# Syracuse (Italië)

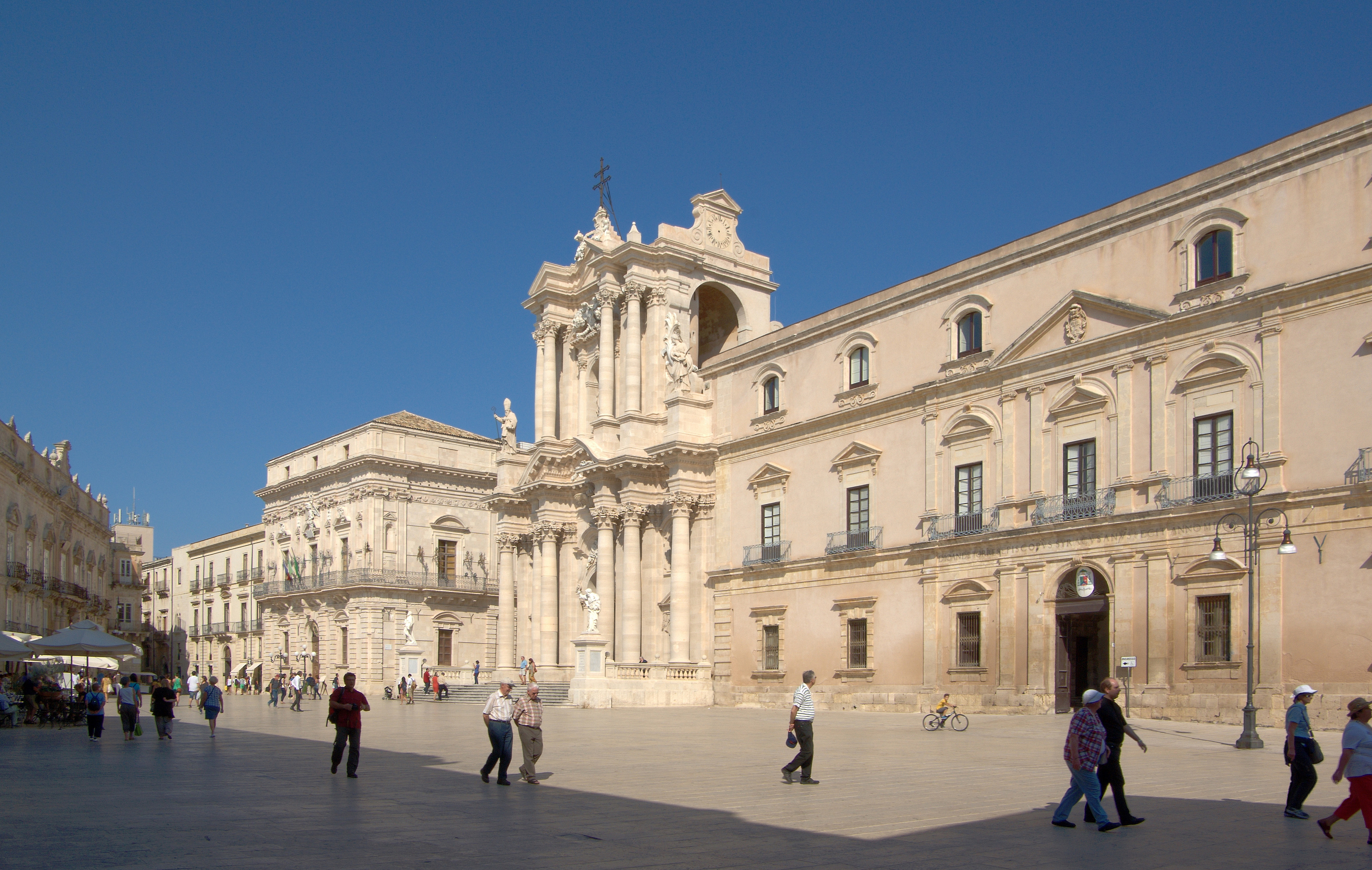
Piazza Duomo

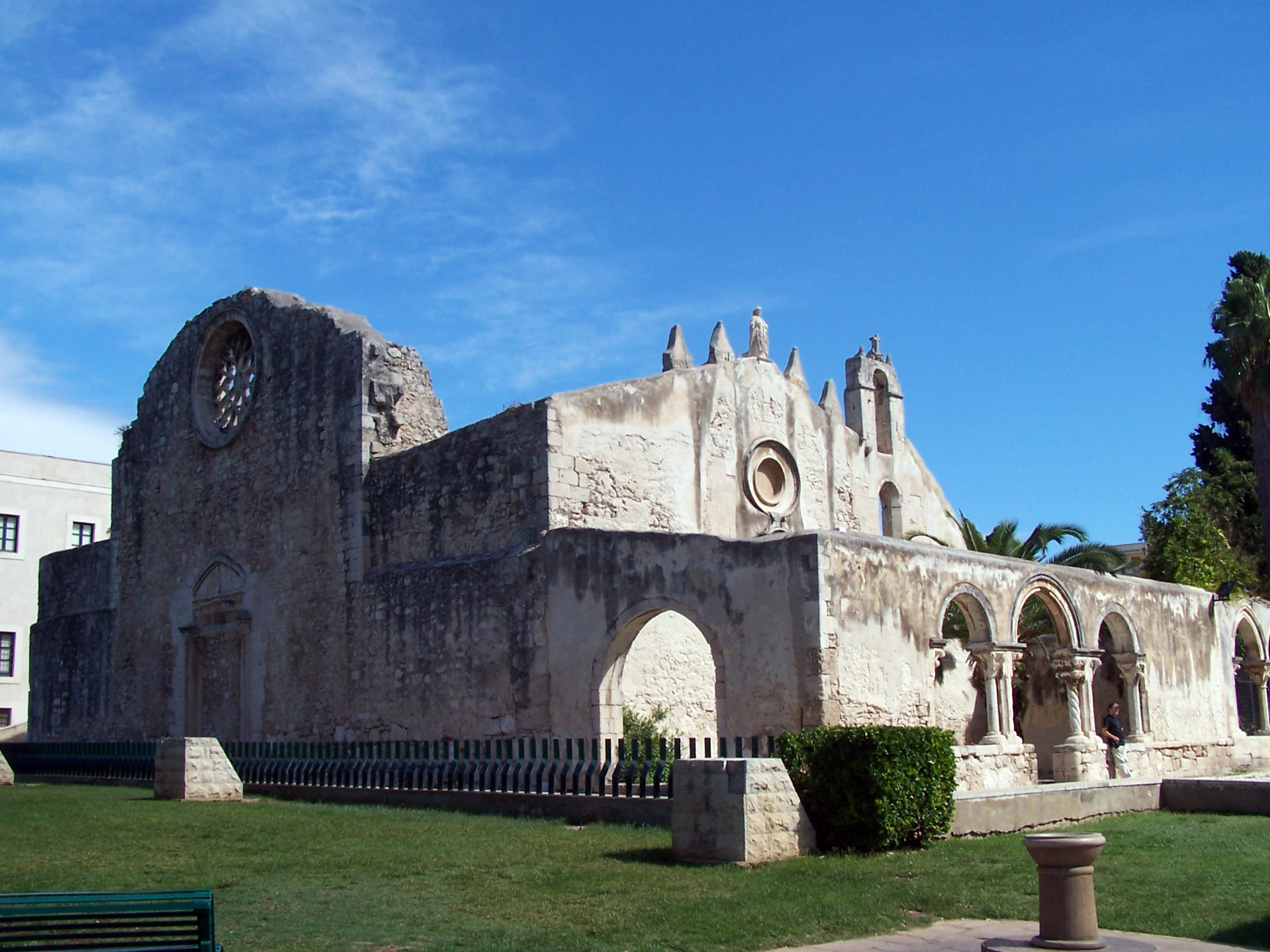
Ruïne van de kerk van S. Giovanni, tevens toegang tot de catacomben

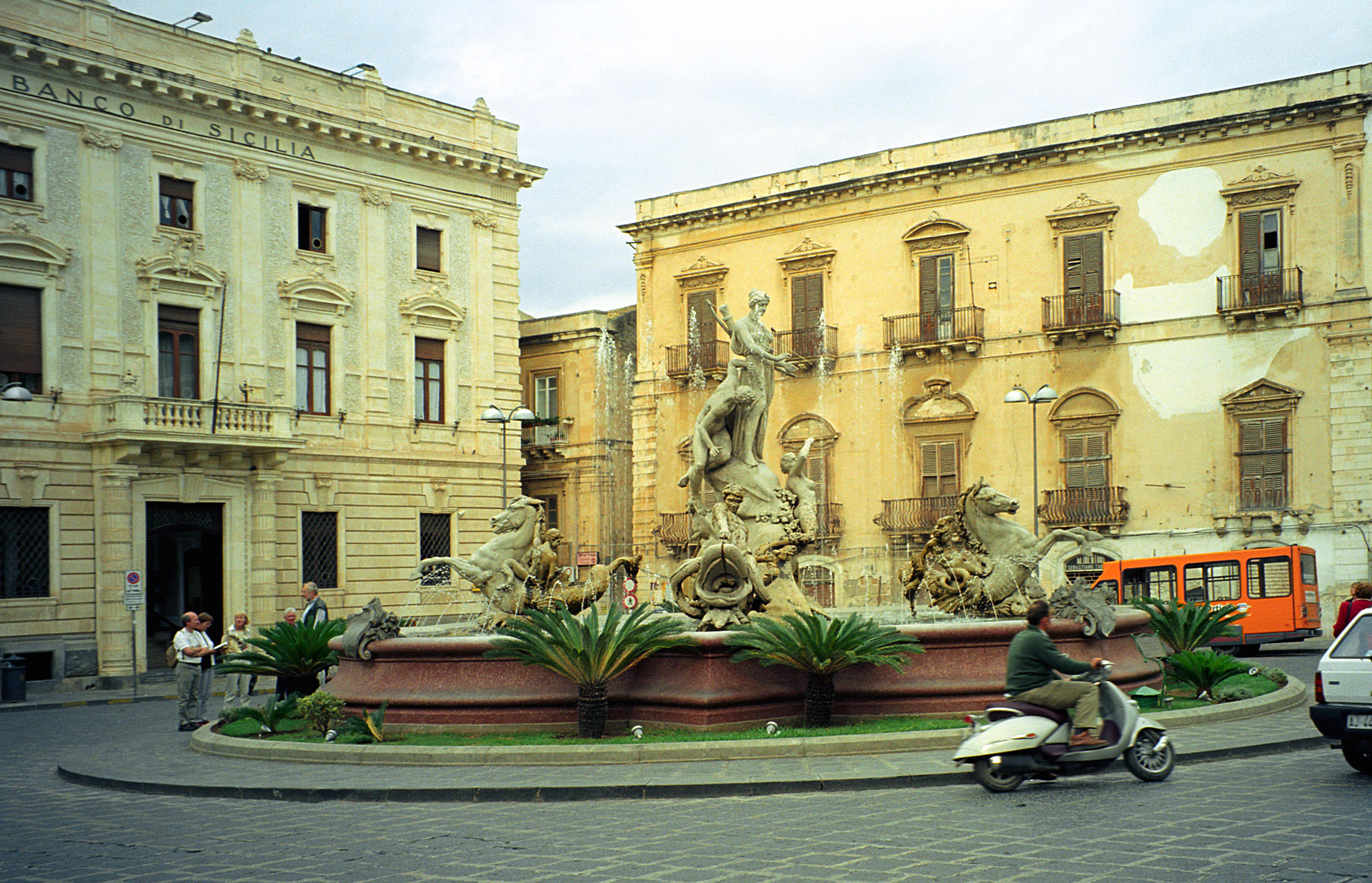
Piazza Archimede

Syracuse (Italiaans: Siracusa, Siciliaans: Sarausa) is een havenstad en gemeente in het zuidoosten van Sicilië, Italië. De stad ligt aan de Ionische Zee (onderdeel van de Middellandse Zee). In 2005 had de stad een ruime 123.000 inwoners. Syracuse is tevens hoofdstad van de provincie Syracuse. In 2005 werd de stad samen met de nabijgelegen Rotsnecropolis van Pantalica geplaatst op de Werelderfgoedlijst van de UNESCO.
De volgende frazioni maken deel uit van de gemeente: Belvedere, Cassibile Fontane Bianche, Isola, Santa Teresa Longarini Scalo, Targia.

## Geschiedenis van Syracuse
De stad Syracuse heeft een zeer rijke geschiedenis. Oorspronkelijk was Syracuse een Griekse kolonie, gesticht door Griekse kolonisten uit Korinthe in 734 v.Chr. Zij noemden deze kolonie Συρακοῦσαι, Syrakoúsai, naar de naam van een moeras op de plaats waar de stad gesticht werd.

### Griekse grootmacht
Na verloop van tijd werd het de belangrijkste Griekse stad op het eiland, en stichtte het zelf ook Griekse kolonies op Sicilië. De tiran Gelon veroverde de macht in de stad in het jaar 485 v.Chr. Syracuse vormde een rijk dat een groot deel van het eiland omvatte. Op het hoogtepunt van zijn macht was het een rivaal van zowel Athene als van Carthago en kon het wat inwonertal betreft met deze vergeleken worden. In de jaren 454-453 v.Chr. voerde Syracuse een strafexpeditie tegen piraten in het noorden van de Tyrreense Zee.
Athene probeerde in 415 v.Chr. tijdens de Siciliaanse Expeditie met een groot expeditieleger vergeefs de stad te veroveren. Het Atheense leger verloor vele soldaten in verscheidene veldslagen rond het goed beveiligde Syracuse - er waren enorme stadsmuren aangelegd - en duizenden overlevende Atheners werden gevangengenomen en als slaven tewerkgesteld in de steengroeven van Syracuse.

### Bloei
Door de grote handelsvloot stroomden er aanzienlijke rijkdommen vanuit het gehele mediterrane gebied naar de stad. Zelf was Syracuse een belangrijke graanexporteur; vooral naar Magna Graecia en noordelijker Italië waaronder het nog kleine Rome. Hierdoor kon de rijke elite haar stad verfraaien met allerlei openbare gebouwen en tempels. In de periode 300-200 v.Chr. was Syracuse een van de mooiste steden van de Middellandse Zee. Aan het groot belang van de stad kwam een einde toen Syracuse, tijdens de Eerste Punische Oorlog bondgenoot van Rome, na de dood van koning Hiëro II de zijde van Carthago koos tijdens de Tweede Punische Oorlog.

### Veroverd door Romeinen
In 212 v.Chr. veroverden de Romeinen de stad en werd zij verwoest, waarna het enige tijd een weinig betekenende stad werd. Tijdens de strijd om de stad stierf onder anderen ook Archimedes, die volgens de legendes probeerde de stad te verdedigen met behulp van zijn kennis van de optica. Via enorme spiegels zou hij het sterke zonlicht hebben laten convergeren op de Romeinse schepen die hierbij vlam vatten. Ook zijn zelf uitgevonden katapult werd gebruikt tijdens de verdediging van de stad. Na deze verovering roofden de Romeinen systematisch alle kunstwerken en verscheepten deze naar Rome. Deze gebeurtenis wordt gezien als de eerste georganiseerde grootschalige vorm van roofkunst.
Onder de Romeinen werd Syrācūsae de hoofdstad van Sicilia, de eerste Romeinse provincie. Sicilië werd een strijdtoneel in de burgeroorlog na de dood van Caesar. Syracuse werd gereorganiseerd als colonia door Augustus. Het Latijn begon populair te worden. In de christelijke periode van het Romeinse Rijk werd er een aartsbisschoppelijke zetel gevestigd en hierdoor steeg het aanzien van de stad enigszins. Een Romeins muntstuk uit die tijd toonde een vrouw met een kroon van stadstorens en stadswallen; het werd in de 20e eeuw afgedrukt op Italiaanse postzegels van het type Siracusana.

### Vandalen en Goten
Vanaf 430 begon Syracuse last te krijgen door Vandaalse piraten. De Vandalen veroverden de stad in 469. Ze heersden zo'n acht jaar over Sicilië. Hierna werd de stad met het grootste deel van Sicilië afgestaan aan de Oostgoten. De stad verviel later aan Theodorik de Amaal.

### Byzantijnse theme
Sicilië werd op de Goten heroverd in 535 door Belisarius onder Justinianus. Syracuse werd weer de hoofdstad van de Oostromeinse provincie Sicilia en een rehelleniseringsprogramma ging van start. Het keizerrijk liet geld vloeien om bouwwerken op te richten. Ook verscheen het Grieks weer in inscripties. De keizer Constans II huisde in Syracuse. Vanaf de 7e eeuw had de stad last van islamitische zeerovers.

### Arabieren en Normandiërs
De islamitische Aghlabiden hebben tijdens hun verovering van Sicilië op de Oostromeinen twee keer Syracuse belegerd. Het eerste beleg duurde bijna een jaar, maar de Arabieren wisten de stad niet in te nemen. De moslims hadden geen intentieplan om Sicilië in te nemen, maar toen de Syracusaanse rebellen in opstand kwamen tegen de onderdrukking door de Byzantijnen stuurden zij een brief naar de moslims om hun te helpen. Het tweede beleg in 878 leidde wel tot de val van de stad, die gedeeltelijk werd verwoest. Haar betekenis verminderde nog meer toen de Arabieren Palermo tot hoofdstad van het Emiraat Sicilië uitriepen. Vanaf toen was Syracuse blijvend gereduceerd tot een provinciale stad. De Normandiërs veroverden haar in 1085.

### Michiel Adriaenszoon de Ruyter
Op 29 april 1676 stierf Michiel Adriaenszoon de Ruyter in de Baai van Syracuse aan wondkoorts opgelopen nadat hij door een Franse kanonskogel was getroffen tijdens de Slag bij Agosta. Bij het balsemen van zijn lichaam zijn de organen verwijderd en achtergelaten bij een klein monument nabij de stad. Op dit moment is de precieze locatie niet meer bekend en slechts terug te vinden op een ruwe kaart beschikbaar bij het Nationaal Archief.

### Moderne geschiedenis
De stad werd getroffen door twee aardbevingen in 1542 en 1693 die veel schade aanrichtten. In de zeventiende eeuw veranderde het aanzien van Syracuse en de gehele Val di Noto voorgoed. De steden werd herbouwd na de aardbevingen van 1693 in de stijl van de typische Siciliaanse barok. De verspreiding van cholera in 1837 leidde tot een opstand tegen het Huis Bourbon. De straf voor deze ongehoorzaamheid was de verhuizing van de zetel van het provinciale bestuur naar Noto. De onrust was echter niet geheel verdwenen en in 1848 namen de inwoners van Syracuse deel aan de mislukte Siciliaanse Revolutie.

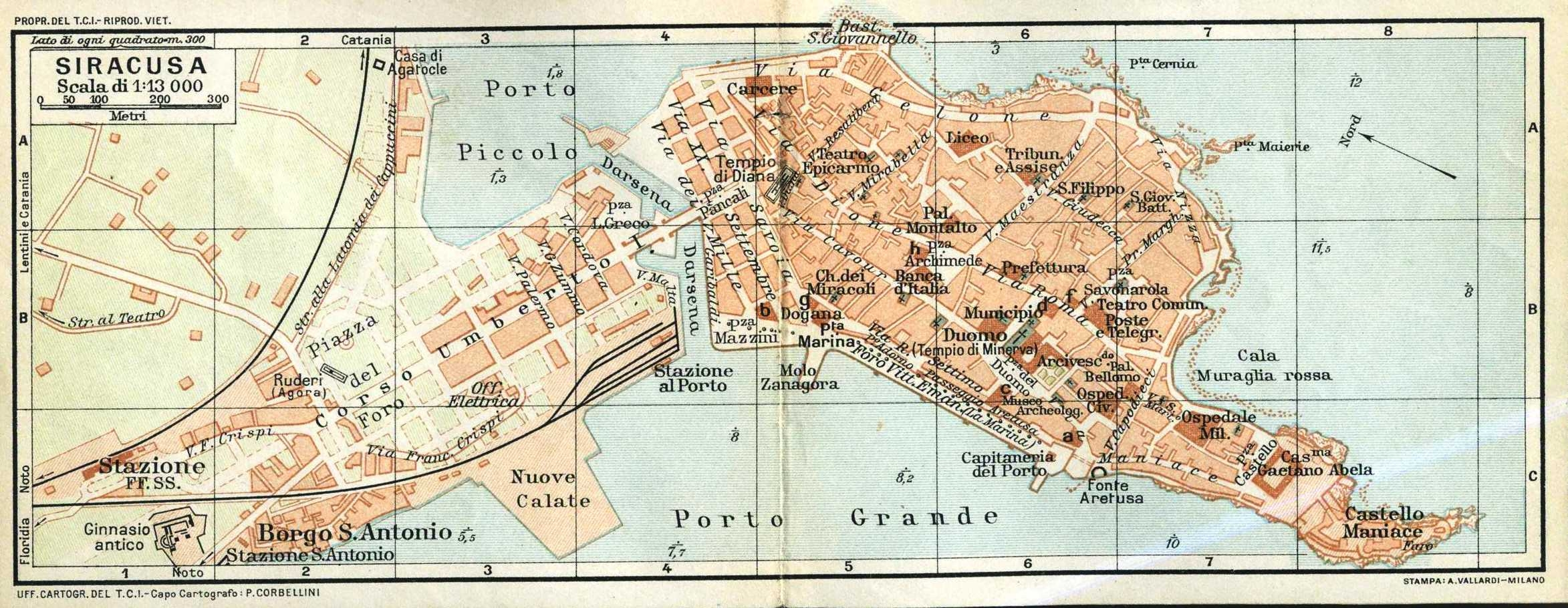
Kaart van Syracuse, 1905. De stadsuitbreidingen rond de Corso Umberto I zijn op deze kaart duidelijk te zien.

Na de Italiaanse eenwording in 1865 kreeg Syracuse wederom de status van provinciehoofdstad. In 1870 werden de stadsmuren gesloopt en er werd een brug gebouwd die Ortygia met het vasteland verbindt. In het daaropvolgende jaar werd een spoorverbinding aangelegd en werd station Siracusa geopend. De haven van Syracuse maakte rond de eeuwwisseling een periode van groei mee vanwege haar strategische ligging ten opzichte van de Italiaanse koloniën. De Watervliegtuigbasis De Filippis kende lijnvluchten met Italiaans-Noord-Afrika. De stad werd in deze tijd ook uitgebreid rond de Corso Umberto I.
Geallieerde en Duitse bombardementen richtten zware schade aan in 1943. In de nacht van 9 op 10 juli begon de geallieerde Landing op Sicilië. Montgomery's achtste leger nam, zonder noemenswaardige tegenstand, Syracuse in op de eerste dag van de invasie. De haven werd vervolgens gebruikt als basis voor de Royal Navy. Ten westen van de stad bevindt zich een begraafplaats van het Gemenebest waar ongeveer 1000 soldaten zijn begraven.
Na het einde van de Tweede Wereldoorlog ontstonden de chaotische noordelijke wijken die in een snel tempo werden gebouwd, ten gevolge van de snelle industrialisatie die veel arbeiders aantrok vanaf het platteland.
Syracuse heeft vandaag ruim 123.000 inwoners en tal van toeristische attracties. Sinds de jaren negentig wordt het historische centrum van de stad gerestaureerd en sinds 2005 hebben Syracuse en de rotsnecropolis van Pantalica de status van werelderfgoed.

## Demografie
Siracusa telt ongeveer 47712 huishoudens. Het aantal inwoners daalde in de periode 1991-2001 met 1,8% volgens cijfers uit de tienjaarlijkse volkstellingen van ISTAT.
| Jaar | Inwoneraantal |
| ---- | ------------- |
| 1991 | 125.941       |
| 2001 | 123.657       |
| 2007 | 122.972       |

## Bezienswaardigheden in en rond Syracuse

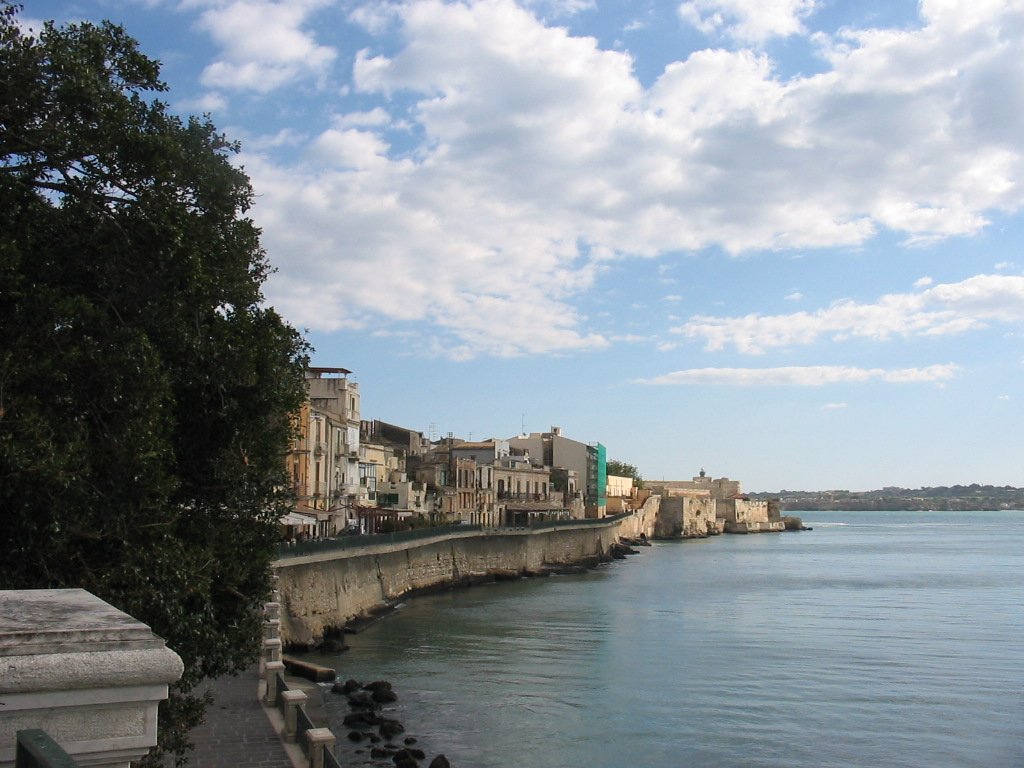
Westzijde van Ortigia met op de achtergrond het Castello Maniace.

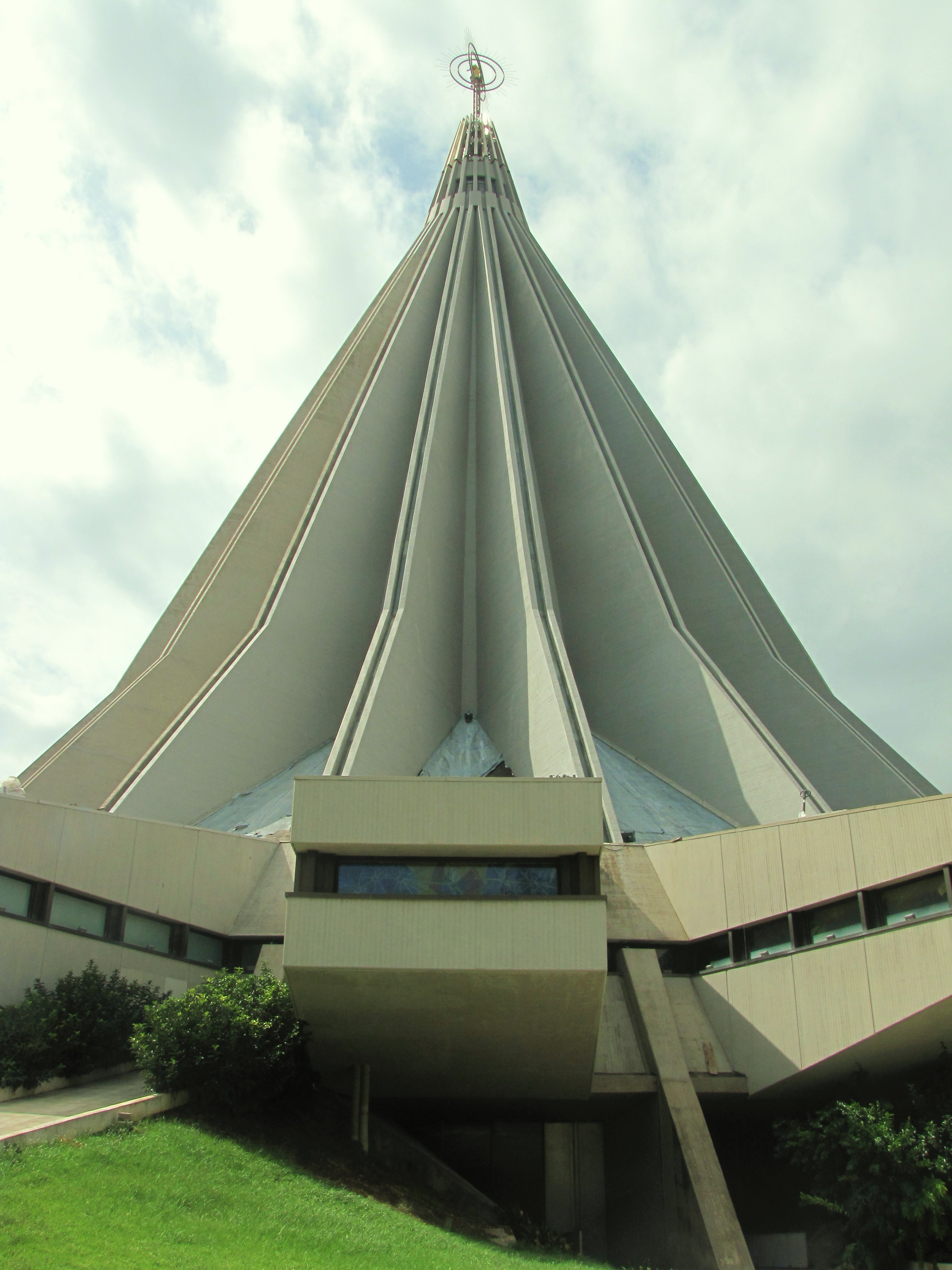
Santuario Madonna delle Lacrime

- Archeologisch park. Hier mondt het Galermi-aquaduct uit in de Grotta del Ninfeo.
  - Archeologisch museum 'Paolo Orsi' in Neapolis, het deel van de stad op het vasteland. Het museum bezit de Sarcofaag van Adelfia, een vroegchristelijke Romeinse sarcofaag.
  - Teatro Greco (Grieks theater)
- Ortigia, het eiland met het historische centrum
  - Dom van Syracuse, vroeger de tempel van Athena; in het aartsbisschoppelijk paleis aan de Piazza Duomo bevindt zich de Biblioteca Alagoniana met oude handschriften
  - Castello Maniace, kasteel op het zuidelijkste punt van Ortigia
  - Fonte Aretusa, bron op Ortigia
  - Ruïnes van de tempel van Apollo
  - Palazzo del Vermexio, het stadhuis
  - Palazzo Arezzo della Targia, een voormalig paleis van de adellijke familie Arezzo della Targia
  - Catacomben van San Giovanni
  - Voormalige Joodse rituele baden, mikwes geheten
  - Chiesa di San Giovannello, voormalige synagoge en nadien een basiliek
- Het Oor van Dionysius, een kalkstenen grot met een zeer goede akoestiek
- De bedevaartskerk van Madonna delle Lacrime uit 1953
- Teatro Comunale, 19e-eeuws theatergebouw.
- Het Monument voor de Gesneuvelden in Italiaans-Afrika aan de Piazza dei Cappuccini
- Ruïne van de Tempel van Zeus in de buitenwijk Polichne.

## Geboren in Syracuse
De volgende personen zijn geboren in Syracuse:

### Oudheid
- Antiochus van Syracuse, historicus en schrijve
- Archimedes, wis- en natuurkundige
- Callias van Syracuse, geschiedschrijver
- Dionysius II van Syracuse, tiran van Syracuse
- Flavius Vopiscus, Romeins geschiedschrijver
- Hiëro II van Syracuse, tiran van Syracuse
- Lucia van Syracuse, christelijke martelares
- Mithaikos, kok en kookboekschrijver
- Moschos (schrijver)
- Naucellius, dichter en senator
- Skopas van Syracuse, wiskundige en ingenieur
- Theocritus, dichter
- Theodosius van Syracuse, monnik en ooggetuige van het Beleg van Syracuse (877-878)
- Tisias van Syracuse, redenaar

### Middeleeuwen
- Josephus de Hymneschrijver (9e eeuw), priester-monnik in Constantinopel en Thessaloniki, heilige
- Simeon van Syracuse, ook genoemd Simon van Trier (10e-11e eeuw), heilige

### Moderne tijd
- Gaetano Giulio Zumbo (1656-1701), abt en kunstenaar van wassen beelden
- Giovan Battista Alagona (1726-1801), bisschop van Syracuse
- Giuseppe Maria Capodieci (1749-1828), priester-historicus
- Lucia Migliaccio (1770-1826), Koninklijk Gemalin der Beide Siciliën
- Gaetano Abela (1778-1826), ridder van Malta, leider der Carbonari op Sicilië, Siciliaans separatist
- Emanuele Francica Pancali (1783-1868), edelman en revolutionair, burgemeester van Syracuse
- Raffaello Politi (1783-1870), kunstschilder, archeoloog
- Luigi Greco Cassia (1815-1890), raadsheer, afgevaardigde en senator
- Alessandro Rizza (1817-1866), medicus, natuurwetenschapper, leraar en patriot
- Gaetano Moscuzza (1820-1909), senator en burgemeester van Syracuse
- Leone Leone (1888-1966), burgemeester van Syracuse en fascist
- Alessandro Spagna (1890-1972), burgemeester van Syracuse en senator van de Republiek
- Elio Vittorini (1908-1966), schrijver en vertaler
- Giusto Monaco (1915-1994), hoogleraar klassieke filologie aan de universiteit van Palermo
- Concetto Lo Bello (1924-1991), bestuurder, politicus, voetbalscheidsrechter
- Enzo Maiorca (1931-2016), vrijduiker en senator
- Luigi Foti (1934-2021), burgemeester van Syracuse en onderstaatssecretaris
- Stefania Prestigiacomo (1966), politica
- Giovanni Pisano (1968), voetballer
- Giuseppe Di Grande (1973), wielrenner
- Giuseppe Palumbo (1975), wielrenner
- Giuseppe Gibilisco (1979), polsstokhoogspringer
- Salvatore Tavano (1980), autocoureur